# Svenska serien 1910 (fotboll)
Svenska serien 1910 vanns av Örgryte IS. Serien omfattade 14 omgångar, men matchen Vikingarnas FK-Västmanland-Nerike spelades inte. Seger gav två poäng, oavgjort gav en poäng och förlust gav 0 poäng.
Den första matchen någonsin i seriens historia spelades den 24 september 1910 då Örgryte IS utklassade Vikingarnas FK med 13-0 på Valhalla IP i Göteborg.

## Poängtabell
| Nr | Lag                | S  | V | O | F | GM | IM | MS  | P  |
| -- | ------------------ | -- | - | - | - | -- | -- | --- | -- |
| 1  | Örgryte IS         | 14 | 8 | 3 | 3 | 52 | 22 | +30 | 19 |
| 2  | AIK                | 14 | 8 | 3 | 3 | 50 | 28 | +22 | 19 |
| 3  | IFK Göteborg       | 14 | 8 | 2 | 4 | 41 | 32 | +9  | 18 |
| 4  | IFK Norrköping     | 14 | 6 | 3 | 5 | 31 | 26 | +5  | 15 |
| 5  | Göteborgs FF       | 14 | 5 | 3 | 6 | 24 | 24 | 0   | 13 |
| 6  | Vikingarnas FK     | 13 | 4 | 2 | 7 | 28 | 38 | −10 | 10 |
| 7  | Västmanland-Nerike | 13 | 3 | 2 | 8 | 25 | 50 | −25 | 8  |
| 8  | IFK Eskilstuna     | 14 | 3 | 2 | 9 | 30 | 61 | −31 | 8  |

### Fotnoter
1. ↑  ”Bolletinen”. http://www.bolletinen.se/sfs/maraton/mara1924s.pdf. Läst 11 oktober 2011.